# Canhador
Canhador, auch Canhada, war ein portugiesisch-brasilianisches Volumen- und Flüssigkeitsmaß.
- 1 Canhador = 70 ¾ Pariser Kubikzoll = 1,4 Liter
- Lissabon (Wein) 12 Canhador = 1 Almuda